# Liste der Statthalter von Asia
Die Liste der Statthalter von Asia enthält die bekannten Statthalter der römischen Provinz Asia. Die Liste ist nicht vollständig.
Die Provinz Asia wurde nach dem Tod von Attalos III. im Jahr 133 v. Chr. eingerichtet, da dieser sein Königreich Pergamon durch Testament an Rom vermacht hatte. Unter Diokletian (284–305) wurde die Provinz im Rahmen einer Verwaltungsreform in kleinere Provinzen unterteilt (Siehe Liste der römischen Provinzen ab Diokletian). Die Nachfolgerin der großen Provinz Asia wurde die Dioecesis Asiana mit eigenen vicarii Asiae (siehe dort). Auch die verkleinerte Provinz Asia unterstand jedoch weiterhin einem Prokonsul mit Sitz in Ephesos.

## Republik
Während der Republik wurde die Provinz von Statthaltern verwaltet, die im Range eines Praetors, Propraetors oder Konsuls standen.
Für den Zeitraum von 130 bis 32 v. Chr. folgt die Zuordnung der Statthalter zu den einzelnen Amtsjahren i. d. R. David Magie; andere Datierungen sind in der Spalte Anmerkung angegeben.
| Datierung                   | Name                               | Konsul      | Anmerkung                                                  |
| --------------------------- | ---------------------------------- | ----------- | ---------------------------------------------------------- |
| 131/130 v. Chr.             | P. Licinius Crassus Dives Mucianus | 131 v. Chr. | Magie S. 1579                                              |
| 130/129 v. Chr.             | M. Perperna                        | 130 v. Chr. | Magie S. 1579                                              |
| 129/126 v. Chr.             | M’. Aquillius                      | 129 v. Chr. | Magie S. 1579                                              |
| 120/119 v. Chr.             | Q. Mucius Scaevola                 | 117 v. Chr. | Magie S. 1579; Dat. in de.wp: 121                          |
| zwischen 119 und 94 v. Chr. | Cn. Aufidius                       |             | Magie S. 1579; RE:Aufidius 7                               |
| zwischen 119 und 94 v. Chr. | M. Hypsaeus                        |             | Magie S. 1579                                              |
| zwischen 119 und 94 v. Chr. | C. Labeo                           |             | Magie S. 1579                                              |
| zwischen 119 und 94 v. Chr. | L. Piso                            |             | Magie S. 1579                                              |
| 94/93 v. Chr.               | Q. Mucius Scaevola                 | 95 v. Chr.  | Magie S. 1579                                              |
| 93 v. Chr.                  | P. Rutilius Rufus                  | 105 v. Chr. | Magie S. 1579; Dat. in de.wp: 94                           |
| 93 v. Chr.                  | L. Gellius Publicola               | 72 v. Chr.  | Dat. aus de.wp                                             |
| zwischen 93 und 89 v. Chr.  | C. Iulius Caesar                   |             | Magie S. 1579; Dat. in de.wp: 91                           |
| zwischen 93 und 89 v. Chr.  | L. Lucilius                        |             | Magie S. 1579                                              |
| zwischen 93 und 89 v. Chr.  | L. Valerius Flaccus                | 86 v. Chr.  | Magie S. 1579 ?                                            |
| 89/88 v. Chr.               | C. Cassius                         |             | Magie S. 1579; RE:Cassius 10 Dat. in RE: 90                |
| 85/84 v. Chr.               | L. Cornelius Sulla Felix           | 88 v. Chr.  | Magie S. 1579                                              |
| 84/81 v. Chr.               | L. Licinius Murena                 |             | Magie S. 1579                                              |
| 82 v. Chr.                  | L. Cornelius Lentulus              |             | Dat. aus de.wp                                             |
| 81/80 v. Chr.               | M. Minucius Thermus                |             | Magie S. 1579                                              |
| 80/79 v. Chr.               | C. Claudius Nero                   |             | Magie S. 1579; RE:Claudius 247                             |
| zwischen 79 und 76 v. Chr.  | Terentius Varro                    |             | Magie S. 1580 ?; RE:Terentius 82                           |
| 76/75 v. Chr.               | M. Iunius Silanus                  |             | Magie S. 1580                                              |
| 75/74 v. Chr.               | M. Iuncus                          |             | Magie S. 1580; RE:Iuncus 4                                 |
| 71/68 v. Chr.               | L. Licinius Lucullus               | 74 v. Chr.  | Magie S. 1580                                              |
| 68/67 v. Chr.               | P. Cornelius Dolabella             |             | Magie S. 1580                                              |
| 67/66 v. Chr.               | L. Manlius Torquatus               | 65 v. Chr.  | Magie S. 1580                                              |
| 66/65 v. Chr. ?             | T. Aufidius                        |             | Magie S. 1580; RE:Aufidius 12                              |
| 65/64 v. Chr. ?             | P. Varinius                        |             | Magie S. 1580                                              |
| 64/63 v. Chr.               | P. Orbius                          |             | Magie S. 1580                                              |
| 63/62 v. Chr.               | P. Servilius Globulus              |             | Magie S. 1580                                              |
| 62/61 v. Chr.               | L. Valerius Flaccus                |             | Magie S. 1580                                              |
| 61/58 v. Chr.               | Q. Tullius Cicero                  |             | Magie S. 1580                                              |
| 58/57 v. Chr.               | T. Ampius Balbus                   |             | Magie S. 1580; RE:Ampius 1                                 |
| 57/56 v. Chr.               | C. Fabius                          |             | Magie S. 1580; RE:Fabius 17                                |
| 56/55 v. Chr.               | C. Septimius                       |             | Magie S. 1580                                              |
| 55/53 v. Chr.               | C. Claudius Pulcher                |             | Magie S. 1580                                              |
| 51/50 v. Chr.               | Q. Minucius Thermus                |             | Magie S. 1580                                              |
| 50/49 v. Chr.               | C. Fannius                         |             | Magie S. 1580; RE:Fannius 9                                |
| 49 v. Chr.                  | L. Antonius (Pietas)               | 41 v. Chr.  | Dat. aus de.wp                                             |
| 49/48 v. Chr.               | Q. Caecilius Metellus Pius Scipio  | 52 v. Chr.  |                                                            |
| 48/46 v. Chr.               | Cn. Domitius Calvinus              | 53 v. Chr.  | Magie S. 1580                                              |
| 46/44 v. Chr.               | P. Servilius Isauricus             | 48 v. Chr.  | Magie S. 1580                                              |
| 44/43 v. Chr.               | C. Trebonius                       | 45 v. Chr.  | Magie S. 1580                                              |
| 43/42 v. Chr.               | M. Iunius Brutus                   |             | Magie S. 1580; in de.wp kein Hinweis auf Statthalterschaft |
| 42/41 v. Chr.               | M. Antonius                        | 44 v. Chr.  | Magie S. 1580; in de.wp kein Hinweis auf Statthalterschaft |
| 40 v. Chr.                  | L. Munatius Plancus                | 42 v. Chr.  | Magie S. 1580                                              |
| zwischen 40 und 36 v. Chr.  | Marcus Cocceius Nerva              | 36 v. Chr.  | Magie S. 1580 ?; Dat. in de.wp: 38/37 ?                    |
| 36/35 v. Chr.               | C. Furnius                         |             | Magie S. 1580                                              |
| zwischen 35 und 33 v. Chr.  | M. Titius                          | 31 v. Chr.  | Magie S. 1580 ?; Dat. in de.wp: 35 ?                       |
| zwischen 35 und 33 v. Chr.  | C. Norbanus Flaccus                | 38 v. Chr.  | Magie S. 1580; Dat. in de.wp: 31                           |
| 33/32 v. Chr. ?             | M. Herennius Picens                | 34 v. Chr.  | Magie S. 1580                                              |
| nach 30 v. Chr.             | C. Memmius                         | 34 v. Chr.  |                                                            |

## Kaiserzeit
Mit dem Beginn der Kaiserzeit gehörte Asia zu den senatorischen Provinzen, die durch einen vom römischen Senat entsandten Statthalter (Proconsul) verwaltet wurden. Der Statthalter war im Normalfall ein ehemaliger Konsul, dem die Provinz durch ein Losverfahren für ein Amtsjahr zugeteilt wurde; das Amtsjahr dauerte i. d. R. vom 1. Juli eines Jahres bis zum 30. Juni des Folgejahres. Ab ca. 100 n. Chr. lag zwischen der Statthalterschaft in der Provinz und dem vorherigen Konsulat ein Abstand von ungefähr 15 Jahren.
Für den Zeitraum von 28 v. Chr. bis 69 n. Chr. folgt die Zuordnung der Statthalter zu den einzelnen Amtsjahren i. d. R. David Magie; andere Datierungen sind in der Spalte Anmerkung angegeben.
| Datierung                  | Name                                 | Konsul     | Anmerkung                                                         |
| -------------------------- | ------------------------------------ | ---------- | ----------------------------------------------------------------- |
| 29/28 v. Chr. ?            | M. Tullius Cicero                    | 30 v. Chr. | Magie S. 1580; Dat. in de.wp: 23                                  |
| zwischen 28 und 10 v. Chr. | Q. Aemilius Lepidus                  | 21 v. Chr. | Magie S. 1580; Dat. in de.wp: 15                                  |
| zwischen 28 und 10 v. Chr. | Sex. Appuleius                       | 29 v. Chr. | Magie S. 1580; Dat. in de.wp: 23/22                               |
| zwischen 28 und 10 v. Chr. | M. Iunius Silanus                    | 25 v. Chr. | Magie S. 1580 ?                                                   |
| zwischen 28 und 10 v. Chr. | Potitus Valerius Messalla            | 29 v. Chr. | Magie S. 1580                                                     |
| 10/9 v. Chr.               | Paullus Fabius Maximus               | 11 v. Chr. | Magie S. 1580                                                     |
| zwischen 9 und 6 v. Chr.   | P. Cornelius Scipio                  | 16 v. Chr. | Magie S. 1580; Dat. in de.wp: 8/7                                 |
| zwischen 9 und 6 v. Chr.   | Iullus Antonius                      | 10 v. Chr. | Magie S. 1581; Dat. in de.wp: 7/6                                 |
| 6/5 v. Chr.                | C. Asinius Gallus                    | 8 v. Chr.  | Magie S. 1581                                                     |
| 2/1 v. Chr.                | Cn. Cornelius Lentulus Augur         | 14 v. Chr. | Magie S. 1581                                                     |
| 2/3                        | C. Marcius Censorinus                | 8 v. Chr.  | Magie S. 1581                                                     |
| 3/4                        | C. Antistius Vetus                   | 6 v. Chr.  | Magie S. 1581                                                     |
| zwischen 4 und 11          | M. Plautius Silvanus                 | 2 v. Chr.  | Magie S. 1581                                                     |
| zwischen 4 und 11          | L. Calpurnius Piso                   | 1 v. Chr.  | Magie S. 1581; Dat. in de.wp: um 6                                |
| zwischen 4 und 11          | P. Vinicius                          | 2          | Magie S. 1581; Dat. in de.wp: um 8/9                              |
| zwischen 4 und 11          | L. Volusius Saturninus               | 3          | Magie S. 1581; Dat. in de.wp: um 9/10                             |
| 11/12 ?                    | L. Valerius Messalla Volesus         | 5          | Magie S. 1581; Dat. in de.wp: 11 oder 12                          |
| 13/16 ?                    | C. Vibius Postumus                   | 5          | Magie S. 1581                                                     |
| zwischen 16 und 20         | Favonius                             |            | Magie S. 1581                                                     |
| zwischen 16 und 20         | Q. Poppaeus Secundus                 | 9          | Magie S. 1581                                                     |
| 20/21 ?                    | C. Iunius Silanus                    | 10         | Magie S. 1581; Dat. in de.wp: 20/21                               |
| 22/24                      | M’. Aemilius Lepidus                 | 11         | Magie S. 1581; Dat. in de.wp: 21/22                               |
| zwischen 24 und 29         | C. Fonteius Capito                   | 12         | Magie S. 1581; Dat. in de.wp: um 22                               |
| zwischen 24 und 29         | M. Aurelius Cotta Maximus Messalinus | 20         | Magie S. 1581; RE:Aurelius 110 und RE:Aurelius 111                |
| zwischen 24 und 29         | Sex. Pompeius                        | 14         | Magie S. 1581 ?; Dat. in de.wp: 27/30                             |
| 29/35 ?                    | P. Petronius                         | 19         | Magie S. 1581; Dat. in de.wp: 29/35                               |
| zwischen 35 und 40         | C. Vibius Rufinus                    |            | Magie S. 1581                                                     |
| zwischen 35 und 40         | P. Cornelius Lentulus Scipio         | 24         | Magie S. 1581; Dat. in de.wp: 41/42                               |
| zwischen 35 und 40         | C. Calpurnius Aviola                 | 24         | Magie S. 1581; RE:Calpurnius 21 Dat. in RE: 37/38                 |
| zwischen 35 und 40         | C. Asinius Pollio                    | 23         | Magie S. 1581; Dat. in de.wp: um 38/39                            |
| zwischen 35 und 40         | M. Vinicius                          | 30         | Magie S. 1581; Dat. in de.wp: 38/39                               |
| 40/41                      | C. Cassius Longinus                  | 30         | Magie S. 1581                                                     |
| zwischen 41 und 54         | C. Sallustius Crispus Passienus      | 27         | Magie S. 1581; Dat. in de.wp: 42/43                               |
| zwischen 41 und 54         | P. Memmius Regulus                   | 31         | Magie S. 1581; Dat. in de.wp: um 48/49                            |
| zwischen 41 und 54         | Cn. Domitius Corbulo                 | 39         | Magie S. 1581; Dat. in de.wp: 52                                  |
| zwischen 41 und 54         | Paullus Fabius Persicus              | 34         | Magie S. 1581; Dat. in de.wp: vermutlich 43/44                    |
| zwischen 41 und 54         | P. Suillius Rufus                    |            | Magie S. 1582                                                     |
| zwischen 41 und 54         | L. Pedanius Secundus                 | 43         | Magie S. 1582 ?; Dat. in RE: zwischen 50 und 54                   |
| 54                         | M. Iunius Silanus (Konsul 46)        | 46         | Magie S. 1582                                                     |
| zwischen 54 und 58         | Ti. Plautius Silvanus Aelianus       | 45         | Magie S. 1582; Dat. in de.wp: 55/56 ?                             |
| zwischen 54 und 58         | Marius Cordus                        |            | Magie S. 1582                                                     |
| zwischen 54 und 58         | Q. Allius Maximus                    | 49         | Magie S. 1582 ?; RE:Allius 8                                      |
| 58/59                      | L. Vipstanus Poplicola               | 48         | Magie S. 1582                                                     |
| 59/60                      | C. Pompeius Longinus Gallus          | 49         | Magie S. 1582                                                     |
| zwischen 60 und 63         | M. Vettius Niger                     |            | Magie S. 1582                                                     |
| zwischen 60 und 63         | Volasenna                            |            | Magie S. 1582                                                     |
| zwischen 60 und 63         | Q. Marcius Barea Soranus             | 52         | Magie S. 1582; Dat. in de.wp: vielleicht 61                       |
| 63/64                      | L. Salvius Otho Titianus             | 52         | Magie S. 1582; Dat. in de.wp: 63/64 oder vielleicht 64/65         |
| 64/65                      | L. Antistius Vetus                   | 55         | Magie S. 1582                                                     |
| 65/66                      | M’. Acilius Aviola                   | 54         | Magie S. 1582                                                     |
| zwischen 66 und 68         | M. Aefulanus                         |            | Magie S. 1582; RE:Aefulanus M.                                    |
| Nero/Vespasian             | M. Aponius Saturninus                |            | Eck S. 189, 213; Magie S. 1582: zwischen 73 und 79; RE:Aponius 10 |
| 68/69                      | C. Fonteius Agrippa                  | 58         | Magie S. 1582                                                     |

Für den Zeitraum von 70 bis 139 n. Chr. folgt die Zuordnung der Statthalter zu den einzelnen Amtsjahren i. d. R. Werner Eck; andere Datierungen sind in der Spalte Anmerkung angegeben.
| Datierung                     | Name                                                           | Konsul | Anmerkung |
| ----------------------------- | -------------------------------------------------------------- | ------ | --- |
| * 69/70                       | M. Suillius Nerullinus                                         | 50     | Eck S. 284–285, 213; Magie S. 1582: zwischen 69 und 70 |
| 70/71 bis 72/73               | T. Clodius Eprius Marcellus                                    | 62     | Eck S. 287, 289–291, 213; Magie S. 1582 |
| zwischen 73 und 79            | M. Plancius Varus                                              |        | Magie S. 1582; bei Eck nicht aufgeführt |
| 73/74                         | A. Ducenius Geminus                                            | 60/61  | Eck S. 208: von Ronald Syme vermutet; Magie S. 1582: zwischen 66 und 68; RE:Ducenius 2                                                                          |
| ca. 75/76                     | M. Vettius Bolanus                                             | 66     | Eck S. 296, 213; Magie S. 1582: zwischen 73 und 79 |
| ca. 77/78                     | Ti. Catius Asconius Silius Italicus                            | 68     | Eck S. 299, 213; Magie S. 1582: zwischen 73 und 79 |
| ca. 78/79                     | Cn. Arrius Antoninus                                           | 69     | Eck S. 300–301, 214; Magie S. 1582: zwischen 73 und 79; Dat. in de.wp: um 81                                                                                    |
| 79/80                         | M. Ulpius Traianus                                             | 70?    | Eck S. 302–303, 214; Magie S. 1582 |
| 80/81                         | C. Laecanius Bassus Caecina Paetus                             | 70     | Eck S. 304, 214; Magie S. 1582: zwischen 80 und 82; Dat. in de.wp: 78/79                                                                                        |
| Domitian (nach 83)            | Rufus                                                          |        | Eck S. 189, 214 |
| Domitian (zwischen 83 und 86) | M. Maecius Rufus                                               | 81     | Dat. aus de.wp |
| * 84/85 (85/86)               | Sex. Iulius Frontinus                                          | 73     | Eck S. 310–311, 208, 214: es kommen die Amtsjahre 84/85 bis 86/87 in Frage; Magie S. 1582: 82/83 ?; Dat. in de.wp: vermutlich 84/85                             |
| ca. 86/87                     | P. Nonius Asprenas Caesius Cassianus                           | 74?    | Eck S. 312, 214; Magie S. 1586: undatierbar |
| ca. 87/88                     | C. Vettulenus Civica Cerealis                                  | 75?    | Eck S. 314, 214; Magie S. 1582: 89 ? |
| 88                            | C. Minicius Italus                                             |        | Magie S. 1583: 89 ? procurator vice procos.; Nachfolger von Cerealis, siehe de.wp                                                                               |
| ca. 88/89                     | L. Mestrius Florus                                             | 75?    | Eck S. 315, 214; Magie S. 1582: 83/84 ?; Dat. in de.wp: etwa 88/89                                                                                              |
| ca. 89/90                     | M. Fulvius Gillo                                               | 76     | Eck S. 316, 214; Magie S. 1582: zwischen 84 und 89 |
| ca. 90/91                     | L. Luscius Ocrea                                               | 77?    | Eck S. 318, 214; Magie S. 1582: zwischen 84 und 89 |
| * 92/93                       | P. Calvisius Ruso Iulius Frontinus                             | 79     | Eck S. 320, 214; Magie S. 1582: zwischen 84 und 89 |
| ca. 93/94                     | L. Iunius Caesennius Paetus                                    | 79     | Eck S. 321, 214; Magie S. 1583: zwischen 89 und 97 |
| ca. 94/95                     | M. Atilius Postumus Bradua                                     |        | Eck S. 322, 214; Magie S. 1582: zwischen 84 und 89; RE:Atilius 45a                                                                                              |
| * 96/97                       | (L. Calventius) Sex. Carminius Vetus                           |        | Eck S. 326–327, 214: laut Eck im Jahr 83 Konsul; Magie S. 1583: 97; RE:Carminius 5a                                                                             |
| ca. 98/99                     | Cn. Pedanius Fuscus Salinator                                  | 84?    | Eck S. 330–331, 214; Magie S. 1583: zwischen 97 und 100 |
| * 100/101                     | Q. Iulius Balbus                                               | 85     | Eck S. 336–337, 214; Magie S. 1583: 100 |
| ca. 101/102                   | Q. Vibius Secundus                                             | 86     | Eck S. 336–337, 214; Magie S. 1583: zwischen 97 und 100 |
| 103/104                       | C. Aquillius Proculus                                          | 90     | Eck S. 339, 214; Magie S. 1583; RE:Aquilius 30 |
| ca. 104/105                   | L. Albius Pullaienus Pollio                                    | 90     | Eck S. 340, 214; Magie S. 1583: zwischen 104 und 106 |
| ca. 105/106                   | Ti. Iulius Celsus Polemaeanus                                  | 92     | Eck S. 341, 214; Magie S. 1583: 106/107 ?; Dat. in de.wp: 106/107                                                                                               |
| ca. 106/107                   | [L. Dasumius?] Hadrianus                                       | 93?    | Eck S. 343–344, 214; Magie S. 1583: zwischen 109 und 112 |
| ca. 107/108                   | L. Nonius Calpurnius Torquatus Asprenas                        | 94     | Eck S. 345, 214; Magie S. 1583: zwischen 109 und 112 |
| ca. 108/109                   | M. Lollius Paullinus D. Valerius Asiaticus Saturninus          | 94     | Eck S. 346–347, 214; Magie S. 1583: zwischen 107 und 108 |
| ca. 109/110                   | C. Antius A. Iulius Quadratus                                  | 94     | Eck S. 348, 214; Magie S. 1583: 108/109 ? |
| ca. 110/111                   | L. Baebius Tullus                                              | 95     | Eck S. 349–350, 214; Magie S. 1583: zwischen 109 und 112 |
| ca. 111/112                   | Q. Fabius Postuminus                                           | 96     | Eck S. 351, 214; Magie S. 1583: zwischen 109 und 112 |
| ca. 112/113                   | P. Cornelius Tacitus                                           | 97     | Eck S. 353, 214; Magie S. 1583 |
| ca. 113/114                   | A. Vicirius Martialis                                          | 98     | Eck S. 355, 214 |
| * 114/115                     | M. Ostorius Scapula                                            | 99     | Eck S. 357, 214; Magie S. 1583: zwischen 113 und 115 |
| 115/116                       | Q. Fulvius Gillo Bittius Proculus                              | 99     | Eck S. 359, 214; Magie S. 1583 |
| 116/117                       | Ti. Iulius Ferox                                               | 99     | Eck S. 361–362, 214; Magie S. 1583; RE:Iulius 228 |
| * 117/118                     | C. Sertorius Brocchus Q. Servaeus Innocens                     | 101    | Eck S. 148–149, 214 |
| zwischen 118 und 120          | C. Iulius Cornutus Tertullus                                   |        | bei Eck nicht aufgeführt; Magie S. 1583 ?; RE:Iulius 196 Dat. in RE: wahrscheinlich 118/119                                                                     |
| * 118/119                     | Galeo Tettienus Severus M. Eppuleius Proculus Ti. Caepio Hispo | 102    | Eck S. 150–151, 214; Magie S. 1583: 117/118 |
| 119/120                       | C. Trebonius Proculus Mettius Modestus                         | 103    | Eck S. 152, 214; Magie S. 1583: zwischen 118 und 120 |
| 120/121                       | Sex. Subrius Dexter Cornelius Priscus                          | 104    | Eck S. 152, 214; Magie S. 1583 |
| 121/122                       | Q. Licinius Silvanus Granianus                                 | 106    | Eck S. 155–156, 214; Magie S. 1583: zwischen 121 und 125 |
| 122/123                       | C. Minicius Fundanus                                           | 107    | Eck S. 157, 214; Magie S. 1583: zwischen 121 und 125 |
| 123/124                       | Q. Pompeius Falco                                              | 108    | Eck S. 158, 214; Magie S. 1583: zwischen 121 und 125; = Quintus Roscius Coelius Murena Silius Decianus Vibullius Pius Iulius Eurycles Herculanus Pompeius Falco |
| 124/125                       | M. Peducaeus Priscinus                                         | 110    | Eck S. 160–161, 215; Magie S. 1584: zwischen 121 und 125 |
| 125/126                       | T. Avidius Quietus                                             | 111    | Eck S. 162, 215; Magie S. 1584 |
| 126/127                       | P. Stertinius Quartus                                          | 112    | Eck S. 163, 215; Magie S. 1584 |
| ca. 128/129                   | L. Hedius Rufus Lollianus Avitus                               | 114    | Eck S. 165–166, 215 |
| ca. 129/130                   | P. Iuventius Celsus T. Aufidius Hoenius Severianus             | 114    | Eck S. 167, 215; Magie S. 1584: 130/131 ? |
| ca. 130/131                   | P. Afranius Flavianus                                          | 117    | Eck S. 169, 171, 215; Magie S. 1584: 129/130 ? |
| * 131/132                     | L. Fundanius Lamia Aelianus                                    | 116    | Eck S. 172, 215; Magie S. 1584: 131/132 ? |
| * 132/133                     | C. Iulius Alexander Berenicianus                               | 116    | Eck S. 173, 215; Magie S. 1584; RE:Iulius 60 Dat. in RE: 131/132 oder 132/133                                                                                   |
| ca. 134/135                   | M. Paccius Silvanus Q. Coredius Gallus Gargilius Antiquus      | 119    | Eck S. 176, 215; Magie S. 1584: 128/129 ? |
| ca. 135/136                   | T. Aurelius Fulvus Boionius Arrius Antoninus                   | 120    | Eck S. 178, 215; Magie S. 1584: zwischen 133 und 138 |
| ca. 136/137                   | Q. Pomponius Rufus Marcellus                                   | 121    | Eck S. 179–180, 215 |
| ca. 138/139                   | L. Venuleius Apronianus Octavius Priscus                       | 123    | Eck S. 184, 215; Syme S. 290; Magie S. 1584: 138/139 ? |

1. ↑    - Der Statthalter ist für ein bestimmtes Kalenderjahr in der Provinz belegt. Es ist aber unsicher, ob er in dem Jahr schon oder noch in der Provinz war. Daher ist in diesem Fall immer die Wahl zwischen zwei Amtsjahren, da diese jeweils vom 1. Juli bis zum 30. Juni dauerten (Werner Eck, Chiron, Band 12, S. 282).
2. ↑  ca.: Der Zeitpunkt der Statthalterschaft ist nur ungefähr erschlossen (Werner Eck, Chiron, Band 12, S. 283).

Für den Zeitraum von 141 bis 161 n. Chr. folgt die Zuordnung der Statthalter zu den einzelnen Amtsjahren i. d. R. Ronald Syme; andere Datierungen sind in der Spalte Anmerkung angegeben.
| Datierung            | Name                           | Konsul  | Anmerkung |
| -------------------- | ------------------------------ | ------- | --- |
| 140/141              | (? M. Valerius) Propinquus     | 126     | Syme S. 272–273, 290; Magie S. 1586: undatierbar; = M. Valerius Propinquus Granius Grattius Cerealis Geminius Restitutus ? |
| 144/145              | Ti. Claudius Iulianus          | 129/130 | Syme S. 274–275, 290; Magie S. 1584: 145/146 ?                                                                             |
| 145/146              | Ti. Claudius Quartinus         | 130     | Syme S. 275, 290 |
| 146/147              | T. Atilius Maximus             |         | Magie S. 1584; RE:Atilius 42; Syme lehnt 146/147 ab und möchte ihn später datieren                                         |
| 147/148              | L. Antonius Albus              | 131/132 | Syme S. 276–277, 290; Magie S. 1584: 147/148 ?; RE:Antonius 36                                                             |
| 148/149              | Q. Flavius Tertullus           | 133     | Syme S. 277, 290 |
| 149/150              | Popilius Priscus               | 134?    | Syme S. 277, 290; Magie S. 1584                                                                                            |
| 150/151              | P. Mummius Sisenna             | 133     | Syme S. 277–278, 290; Magie S. 1584                                                                                        |
| 151/152              | T. Vitrasius Pollio            | 136/138 | Syme S. 278–279, 290; Magie S. 1584                                                                                        |
| 151/152              | L. Tutilius Lupercus Pontianus | 135     | Dat. aus de.wp |
| 152/153              | C. Iulius Severus              | um 138  | Syme S. 279, 290; Magie S. 1584: 152/153 ?                                                                                 |
| zwischen 155 und 165 | P. Cluvius Maximus Paulinus    | um 138  | Magie S. 1584; RE:Cluvius 10b                                                                                              |
| zwischen 155 und 165 | L. Sergius Paullus             | 137/138 | Magie S. 1584 |
| wohl 154/155         | L. Statius Quadratus           | 142     | Wörrle S. 475–488 |
| 156/157              | C Bellicius Torquatus          | 143     | Wörrle S. 475–488 |
| 157/158              | T. Statilius Maximus           | 144     | Syme S. 282, 290 |
| 160/161              | P. Mummius Sisenna Rutilianus  | 146     | Syme S. 290 |

Für den Zeitraum von 162 bis 193 n. Chr. folgt die Zuordnung der Statthalter zu den einzelnen Amtsjahren i. d. R. der de.wp; andere Datierungen sind in der Spalte Anmerkung angegeben.
| Datierung            | Name                               | Konsul  | Anmerkung |
| -------------------- | ---------------------------------- | ------- | --- |
| 161/162              | Q. Cornelius Proculus              | 146     | Dat. aus de.wp; Syme S. 283; Magie S. 1584: zwischen 155 und 165; = L. Stertinius Quintilianus Acilius Strabo Q. Cornelius Rusticus Apronius Senecio Proculus |
| um 162/163           | P. Mummius Sisenna Rutilianus      | 146     | Dat. aus de.wp; Magie S. 1584: zwischen 166 und 170 |
| um 162/164           | C. Popilius Carus Pedo             | 147     | Dat. aus de.wp; Syme S. 283: 162/163; Magie S. 1584: zwischen 155 und 165 |
| um 163/164           | Q. Pompeius Sosius Priscus         | 149     | Dat. aus de.wp; Syme S. 283 |
| um 165               | M. Gavius Squilla Gallicanus       | 150     | Dat. aus de.wp; Syme S. 283: 164/165; Magie S. 1584: zwischen 155 und 165 |
| 165/166              | D. Fonteius Fronto                 |         | Syme S. 283 |
| um 167/168           | T. Vitrasius Pollio                |         | Dat. aus de.wp; = Titus Pomponius Proculus Vitrasius Pollio |
| 168/169 oder 169/170 | Sex. Quintilius Valerius Maximus   | 151     | Dat. aus de.wp; Magie S. 1584: 165/166 ? |
| 170/171              | M. Nonius Macrinus                 | 154     | Dat. aus de.wp; Magie S. 1585 |
| zwischen 171 und 182 | Gratus                             |         | Magie S. 1585 |
| zwischen 171 und 182 | Q. Pompeius Senecio Sosius Priscus | 169     | Magie S. 1585; = Q. Pompeius Senecio Roscius Murena Coelius Sex. Julius Frontinus Silius Decianus C. Julius Eurycles Herculaneus L. Vibullius Pi us Augustanus Alpinus Bellicius Sollers Julius Aper Ducenius Proculus Rutilianus Rufinus Silius Valens Valerius Niger Cl. Fuscus Saxa Amyntianus Sosius Priscus |
| um 172/173           | M. Iunius Rufinus Sabinianus       | 155     | Dat. aus de.wp; Magie S. 1584: zwischen 166 und 170; Dat. in RE: um 170 |
| um 173/174           | Sex. Sulpicius Tertullus           | 158     | Dat. aus de.wp; Magie S. 1585: zwischen 171 und 182 |
| zwischen 180 und 192 | T. Flavius Sulpicianus             |         | Dat. aus de.wp |
| um 181/183           | P. Iulius Geminius Marcianus       | um 167  | Dat. aus de.wp; Magie S. 1585: zwischen 182 und 192 |
| 182                  | Novius P[riscus]                   |         | Magie S. 1585 |
| zwischen 182 und 192 | Aemilius Frontinus                 |         | Magie S. 1585; RE:Aemilius 49 |
| zwischen 182 und 192 | L. Aemilius []                     |         | Magie S. 1585 |
| zwischen 182 und 192 | Sulpicius Crassus                  |         | Magie S. 1585 |
| zwischen 184 und 189 | C. Arrius Antoninus                | 170/173 | Dat. aus de.wp; Magie S. 1585: zwischen 182 und 192 |
| zwischen 190 und 200 | L. Albinius Saturninus             | 175/185 | Dat. aus de.wp |
| 192/193              | Asellius Aemilianus                | um 177  | Dat. aus de.wp; Magie S. 1585 |
| 193/194              | L. Aemilius Iuncus                 | 179     | Dat. aus de.wp |

Für den Zeitraum von 201 bis 211 n. Chr. folgt die Zuordnung der Statthalter zu den einzelnen Amtsjahren i. d. R. Ségolène Demougin; andere Datierungen sind in der Spalte Anmerkung angegeben.
| Datierung            | Name                                | Konsul | Anmerkung |
| -------------------- | ----------------------------------- | ------ | --- |
| 200/201              | Q. Aurelius Polus Terentianus       |        | Demougin S. 324–325, 331 |
| 201/202              | Q. Hedius Rufus Lollianus Gentianus |        | Demougin S. 325, 331; Magie S. 1585 |
| zwischen 202 und 214 | D. Caelius Calvinus Balbinus        |        | Magie S. 1585 ? |
| zwischen 202 und 214 | Iulius Avitus                       |        | Magie S. 1585 ? |
| 202/203 ?            | Tarius Titianus                     |        | Demougin S. 329–331; Magie S. 1585: zwischen 202 und 214; RE:Tarius 4 Dat. in RE: vielleicht 202 oder 203 |
| 203/204 ?            | L. Calpurnius Proculus              |        | Demougin S. 330–331: möglicherweise identisch mit RE:Calpurnius 101; Magie S. 1586: undatierbar |
| 204/205 ?            | Q. Licinius Nepos                   |        | Demougin S. 330–331; Magie S. 1585: zwischen 202 und 214 |
| 205                  | Popilius Pedo Apronianus            | 191    | Demougin S. 329, 331: Apronianus wurde 205 durch Aelius Aglaus ersetzt; Magie S. 1585: zwischen 202 und 214 |
| 205                  | Aelius Aglaus                       |        | Demougin S. 329: Aelius Aglaus war ritterlicher procurator Asiae und übernahm anstelle des senatorischen Statthalters Apronianus als agens vice praesidis die Leitung der Provinz; Magie S. 1585: zwischen 202 und 214 |
| 206/207              | Q. Tineius Sacerdos                 | 193    | Demougin S. 328–329, 331; Magie S. 1585: zwischen 202 und 214; Dat. in de.wp: 209/210 oder 210/211 |
| 207/208 ?            | Ignotus                             |        | Demougin S. 330–331: (IG, XII, 5, 658) |
| 208/209              | Q. Caecilius Secundus Servilianus   |        | Demougin S. 327, 331; = RE:Caecilius 117 ? |
| 209/210              | Ti. Manilius Fuscus                 |        | Demougin S. 327 |
| 210/211              | Ignotus                             |        | Demougin S. 327, 331: belegt am 4. Februar 211 |

Für den Zeitraum von 211 bis 276 n. Chr. folgt die Zuordnung der Statthalter zu den einzelnen Amtsjahren i. d. R. David Magie; andere Datierungen sind in der Spalte Anmerkung angegeben.
| Datierung            | Name                                   | Konsul  | Anmerkung                                                           |
| -------------------- | -------------------------------------- | ------- | ------------------------------------------------------------------- |
| zwischen 211 und 217 | L. Marius Maximus Perpetuus Aurelianus | 198/199 | Dat. aus de.wp; Magie S. 1585: 214/215                              |
| zwischen 211 und 217 | Bononius Quintilianus                  | um 200  | Dat. aus RE; Magie S. 1586: undatierbar; RE:Bononius 2              |
| 217                  | C. Iulius Asper                        |         | Magie S. 1585                                                       |
| 217/219              | Q. Anicius Faustus                     | 198/199 | Magie S. 1585                                                       |
| 219/220              | M. Aufidius Fronto                     | 199     | Dat. aus de.wp; Magie S. 1585 ?                                     |
| 220/221              | C. Aufidius Marcellus                  | um 205  | Magie S. 1585; Dat. in RE: 221; Dat. in de.wp: zwischen 219 und 222 |
| nach 221             | M. Clodius Pupienus Maximus            |         | Magie S. 1585                                                       |
| zwischen 221 und 239 | C. Furius Sabinius Aquila Timesitheus  |         | Magie S. 1585: procurator vice procos.                              |
| zwischen 221 und 239 | Q. Virius Egnatius Sulpicius Priscus   |         | Magie S. 1585: Q. Vibius Egnatius Sulpicius Priscus                 |
| zwischen 222 und 235 | Q. Aiacius Modestus Crescentianus      | 198/205 | Dat. aus de.wp                                                      |
| um 224               | Q. Hedius Lollianus Plautius Avitus    | 209     |                                                                     |
| 239/240              | M. Asinius Sabinianus                  |         | Magie S. 1585; Vgl. Sabinianus (Kaiser)                             |
| 244/247 ?            | L. Egnatius Victor Lollianus           |         | Magie S. 1585; RE:Egnatius 42 Dat. in RE: 241/242 bis 248/249       |
| 249/250              | Iulius Proculus Quintilianus           |         | Magie S. 1586; RE:Iulius 422                                        |
| zwischen 250 und 254 | Maximillianus                          |         | Magie S. 1586                                                       |
| zwischen 250 und 254 | Optimus                                |         | Magie S. 1586 ?                                                     |
| 254                  | C. Iulius Volusenna Rogatianus         |         | Magie S. 1586; RE:Iulius 535                                        |
| zwischen 254 und 276 | C. Asinius Nicomachus Iulianus         |         | Magie S. 1586; RE:Asinius 21                                        |
| zwischen 254 und 276 | Arellius Fuscus                        |         | Magie S. 1586 ?; RE:Arellius 5                                      |
| zwischen 254 und 276 | Faltonius Probus                       |         | Magie S. 1586 ?                                                     |
| 276                  | Iulius Proculus                        |         | Magie S. 1586; RE:Iulius 422a: procurator agens vice proconsulis    |

## Spätantike
Die proconsules Asiae der Spätantike (nach der Verwaltungsreform Diokletians):
| Datierung                     | Name                      | Konsul | Anmerkung                       |
| ----------------------------- | ------------------------- | ------ | ------------------------------- |
| 364                           | Helpidius                 |        | RE:Helpidius 3                  |
| 370–372                       | Eutropius                 |        |                                 |
| zwischen 379 und 387          | Nummius Aemilianus Dexter |        | RE:Dexter 7                     |
| 382–383                       | Nicomachus Flavianus      |        | RE:Flavianus 15                 |
| 402                           | Aeternalis                |        | RE:Aeternalis                   |
| spätes 4. oder 5. Jahrhundert | Messalinus                |        | Daten aus de.wp; PLRE I, S. 600 |
| 5. Jahrhundert                | Eutropios                 |        | Daten aus de.wp, dort Literatur |

## Nicht datierbar
Die folgenden Personen sind als Statthalter während der Republik belegt, eine Datierung ist aber nicht möglich.
| Name                 | Anmerkung     |
| -------------------- | ------------- |
| Asinius              | Magie S. 1586 |
| L. Qui[ntius] Rufus  | Magie S. 1586 |
| C. Rabirius ?        | Magie S. 1586 |
| P. Servilius Galba ? | Magie S. 1586 |

Die folgenden Personen sind als Statthalter während der Kaiserzeit belegt, eine Datierung ist aber nicht möglich.
| Name                             | Anmerkung                                           |
| -------------------------------- | --------------------------------------------------- |
| Aemilius                         | Magie S. 1586                                       |
| Aemilius Iuncus                  | Magie S. 1586                                       |
| Albinus                          | Magie S. 1586                                       |
| Cn. Catilius Severus             | Magie S. 1586; RE:Catilius 3                        |
| Ti. Claudius Artemidorus         | Magie S. 1586; RE:Claudius 58                       |
| Claudius Capitolinus             | Magie S. 1586                                       |
| Claudius Cels[inus]              | Magie S. 1586                                       |
| Cossinius Rufinus                | Magie S. 1586; = RE:Rufinus 13 ?                    |
| Faustinianus                     | Magie S. 1586                                       |
| [Lic]inius Donatus               | Magie S. 1586                                       |
| Menyllius Attalus                | Magie S. 1586                                       |
| Messalla                         | Magie S. 1586                                       |
| Pedo                             | Magie S. 1586                                       |
| M. Rutilus                       | Magie S. 1586                                       |
| C. Sulpicius                     | Magie S. 1586                                       |
| L. Vedius Rufus Lollianus Avitus | Magie S. 1586; = L. Hedius Rufus Lollianus Avitus ? |
| Vibius Bassus                    | Magie S. 1587                                       |
| [Volu]mnius                      | Magie S. 1587                                       |